# 乍浦路街道

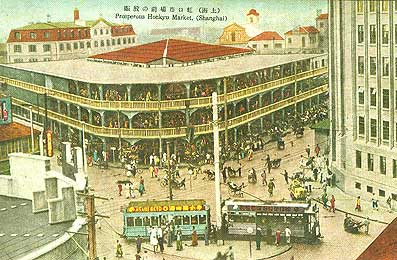
三角地

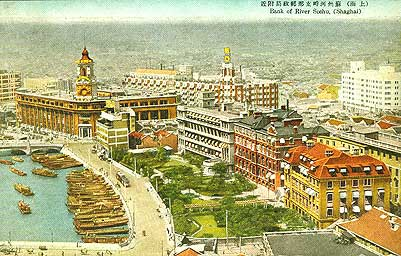
苏州河北苏州路沿岸

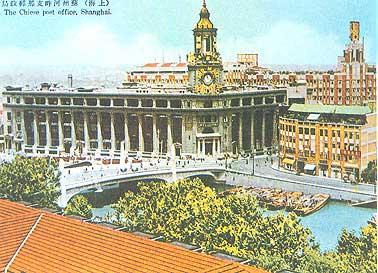
邮政大厦

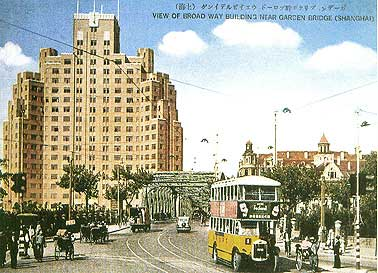
百老汇大厦（上海大厦）

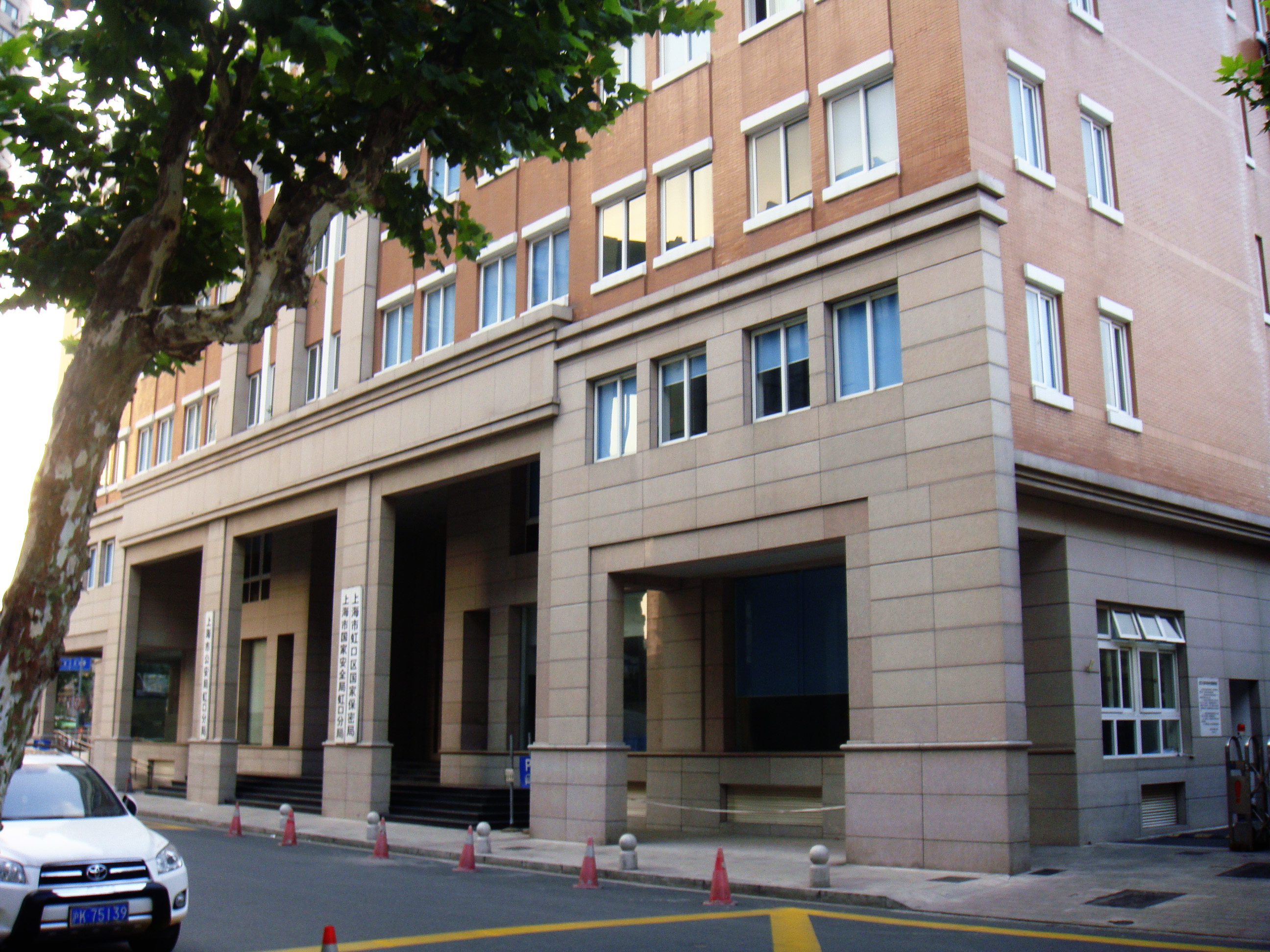
上海市公安局虹口分局

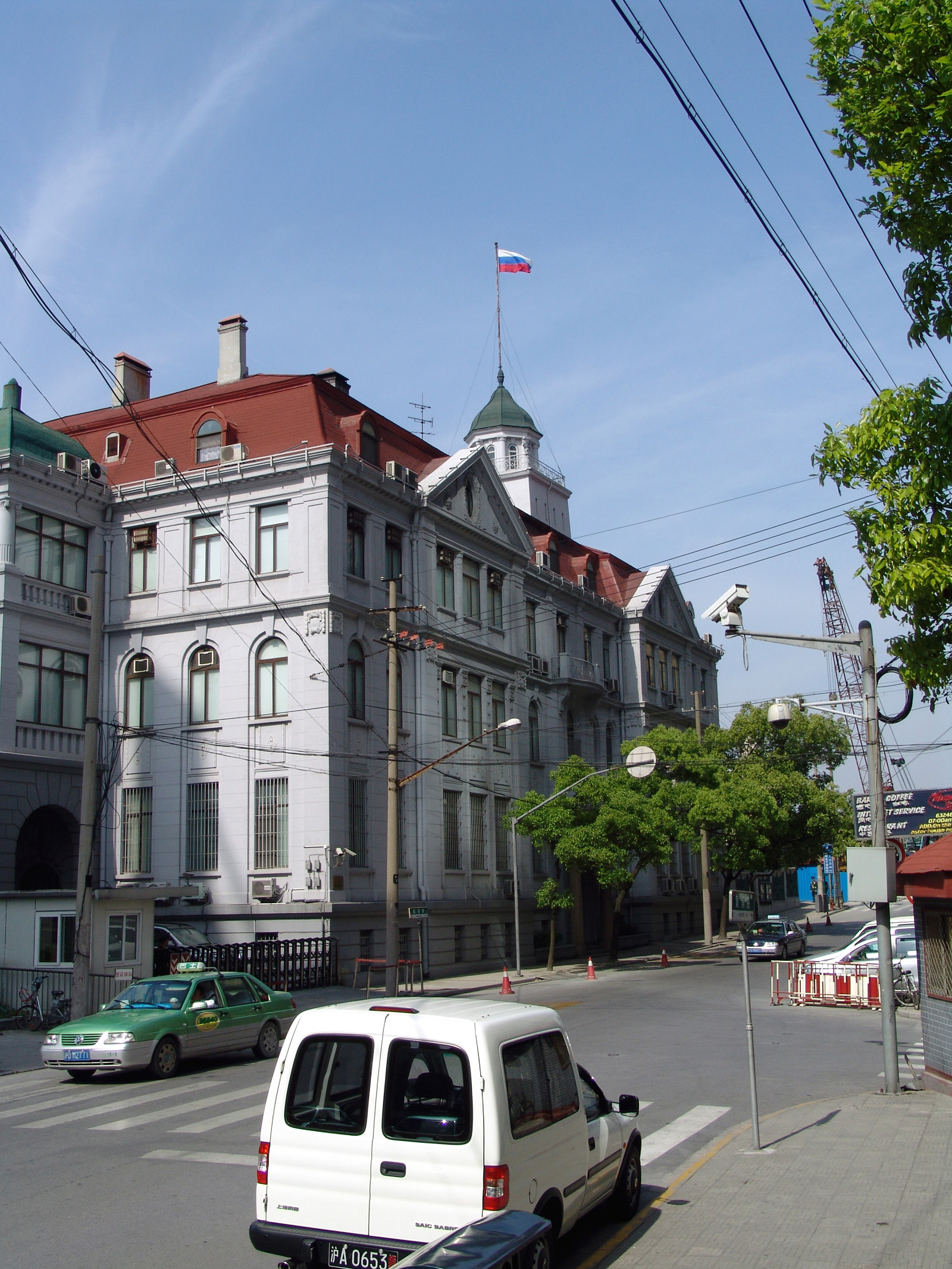
俄联邦驻沪总领馆

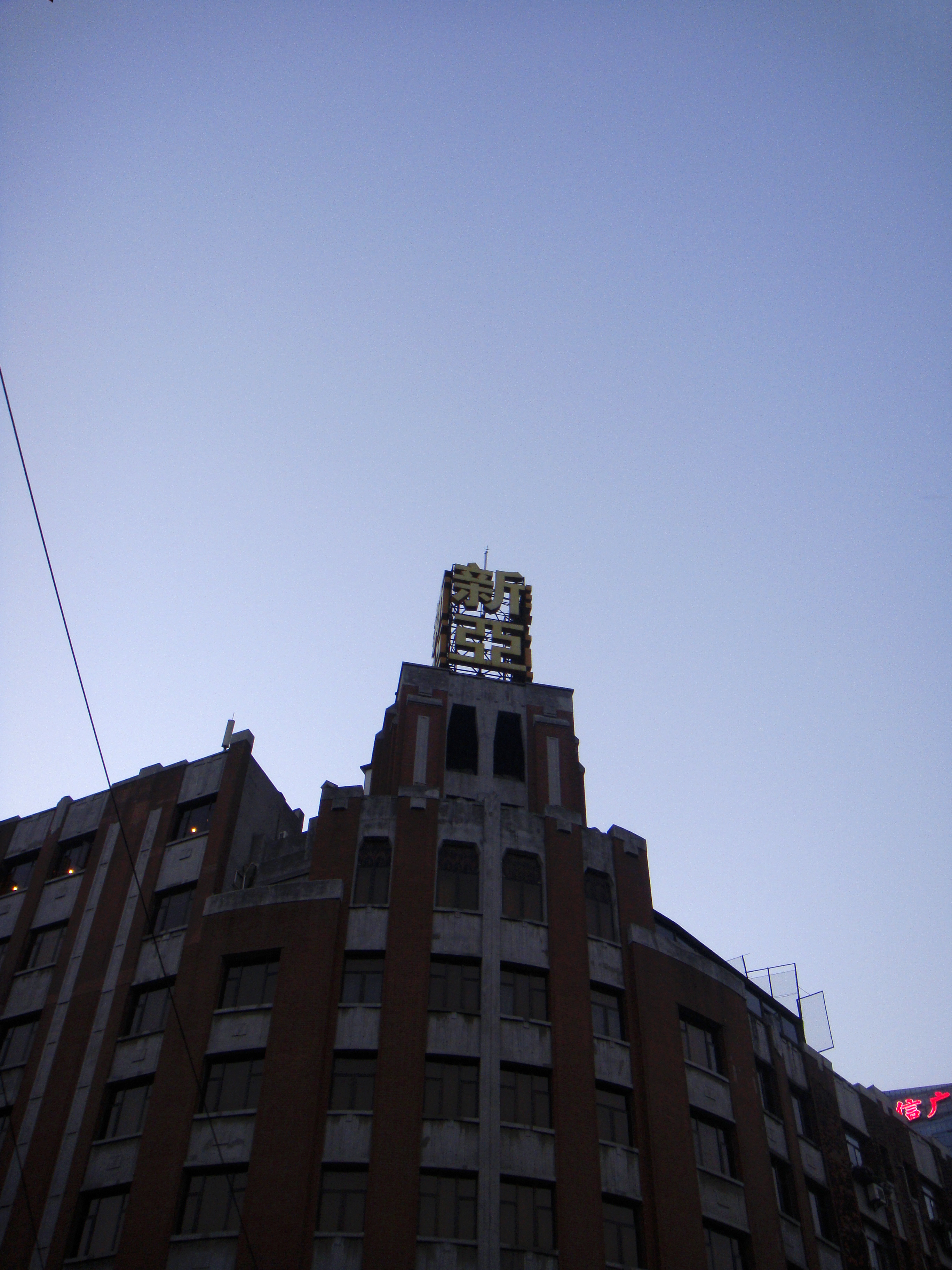
新亚大酒店

乍浦路街道是中国上海市虹口区下辖的一个已经撤销的街道办事处。撤销前的行政区划，南侧以苏州河为界，与黄浦区外滩街道相望；东到九龙路濒临虹口港，与提篮桥街道、嘉兴路街道相邻；北侧以武进路为界，毗邻四川北路街道；北侧以河南北路为界，毗邻闸北区。辖区面积1.25平方公里，户籍人口69734人，常住人口6.8万。下辖19个居委会。1995年，乍浦路街道被民政部命名为中国街道之星。街道办事处1998年9月由海宁路58弄20号迁至武昌路559号，2009年街道撤销时，以吴淞路为界，以东划入当时的提篮桥街道，以西并入当时的四川北路街道。

## 历史
乍浦路街道辖区曾是上海公共租界的北区，是一个传统的商住混合区，人口密度极大，商业网点密集，特别是拥有著名的四川北路商业街、上海邮政总局、三角地菜场和1990年代兴起的乍浦路美食街。上海最早的电影院--虹口大戏院，1908年出现在乍浦路、海宁路口。此后这一区域始终是上海娱乐场所最集中的区域之一，汇集国际电影院、胜利电影院等众多机构。
传统上，乍浦路街道的住宅以石库门里弄为主，有少数的公寓住宅。1990年代以后，进行了大规模旧城改造，借助“北外滩”开发概念，兴建众多高层楼宇。    
乍浦路街道辖区内道路密度极大，其中南北走向的吴淞路和东西走向的海宁路经过拓宽，其他如南北走向的乍浦路、四川北路、河南北路；东西走向的长治路、天潼路、塘沽路、武进路大体保持原有的路幅。
历史上，乍浦路街道辖区曾经有不少外国侨民居住。19世纪，在此出现一批外国领事馆，以及为侨民服务的公济医院（今第一人民医院）、外商开设的礼查饭店（今浦江饭店），20世纪初，吴淞路一带形成大规模日本社区。